# Yasuharu Kurata
Yasuharu Kurata (Prefectura de Shizuoka, Japó, 1 de febrer de 1963) és un exfutbolista japonès que va disputar 6 partits amb la selecció japonesa.